# Platja de la Vall
La platja de la Vall, o platja del Port de la Vall, és una platja del municipi del Port de la Selva (Alt Empordà) situada a la badia del Port de la Selva, entre la platja d'en Pere Esteve i la platja de la Colomera. Orientada al nord-est, té una longitud de 197 m i una amplada mitjana de 29 m, formada per sorres i graves. Al tram més al nord de la platja hi ha una àrea per a gossos. No disposa de cap servei ni infraestructura, però darrera de la platja hi ha un càmping en el qual hi ha un bar i un restaurant.
L'Agència Catalana de l'Aigua efectua un control setmanal de la qualitat de l'aigua, durant la temporada de bany, amb el resultat d'excel·lent.